# Tortula planifolia
Tortula planifolia är en bladmossart som beskrevs av Li Xing-jiang 1981. Tortula planifolia ingår i släktet tussmossor, och familjen Pottiaceae. Inga underarter finns listade i Catalogue of Life.